# Általános Dirichlet-sor
Az általános Dirichlet-sor a matematikai analízisben egy
{\displaystyle \sum _{n=1}^{\infty }a_{n}e^{-\lambda _{n}s},}
alakú sor, ahol  {\displaystyle a_{n}} és {\displaystyle s} komplex számok, és {\displaystyle \{\lambda _{n}\}} pozitív számok szigorúan monoton növő sorozata, ami a végtelenbe tart.
Egy egyszerű megfigyelés szerint a közönséges Dirichlet-sor is általános Dirichlet-sor:
{\displaystyle \sum _{n=1}^{\infty }{\frac {a_{n}}{n^{s}}},}
ahol {\displaystyle \lambda _{n}=\log n}.
A hatványsorok is speciális általános Dirichlet-sorok:
{\displaystyle \sum _{n=1}^{\infty }a_{n}(e^{-s})^{n},}
ahol  {\displaystyle \lambda _{n}=n}.

## Tulajdonságok
Ha a Dirichlet-sor konvergens {\displaystyle s_{0}=\sigma _{0}+t_{0}i}-ban, akkor egyenletesen konvergens az
{\displaystyle |{\text{arg}}(s-s_{0})|\leq \theta <{\frac {\pi }{2}},}
tartományban, és konvergens minden {\displaystyle s=\sigma +ti}-ben, ahol {\displaystyle \sigma >\sigma _{0}}.
Ha a sor nem mindenütt, csak a komplex sík egy részén konvergens, akkor létezik egy {\displaystyle \sigma _{c}}, hogy a sor {\displaystyle \sigma >\sigma _{c}}-ben konvergens, és  {\displaystyle \sigma <\sigma _{c}}-ben divergens. A mindenütt divergens sorokra {\displaystyle \sigma _{c}=\infty }, és a mindenütt konvergens sorokra  {\displaystyle \sigma _{c}=-\infty }. Ez a konvergencia abszcisszája.

## A konvergencia abszcisszája
A konvergencia abszcisszájának alternatív definíciója:
{\displaystyle \sigma _{c}=\inf\{\sigma \in \mathbb {R} :\sum _{n=1}^{\infty }a_{n}e^{-\lambda _{n}s}{\text{ konvergens minden }}s{\text{ -re, amire Re}}(s)>\sigma \}}.
A {\displaystyle \sigma =\sigma _{c}} egyenest a konvergencia egyenesének nevezik, a konvergencia félsíkja pedig
{\displaystyle \mathbb {C} _{\sigma _{c}}=\{s\in \mathbb {C} :{\text{Re}}(s)>\sigma _{c}\}.}
A Dirichlet-sorok konvergenciájában a konvergencia abszcisszája, egyenese és félsíkja rendre a hatványsorok konvergenciasugarának, határának és tartományának felel meg.
A hatványsorok határához hasonlóan a Dirichlet-sorok konvergenciaegyenesén is nyitott kérdés a konvergencia. Azonban, ha egy függőleges egyenes egyes pontjain a sor konvergál, és más pontjain divergál, akkor az az egyenes csak a konvergenciaegyenes lehet. A bizonyítás implicit adott a konvergencia abszcisszájának a definíciójában. Például, a
{\displaystyle \sum _{n=1}^{\infty }{\frac {1}{n}}e^{-ns},}
sor konvergens {\displaystyle s=-\pi i}-ben, mert az alternáló harmonikus sort adja, és divergál {\displaystyle s=0}-ban, mert a harmonikus sort adja, így  {\displaystyle \sigma =0} a konvergencia egyenese.
Tegyük fel, hogy egy Dirichlet-sor nem konvergál {\displaystyle s=0}-ban. Ekkor definíció szerint  {\displaystyle \sigma _{c}\geq 0}, és {\displaystyle \sum a_{n}} divergál. Másrészt, ha konvergál {\displaystyle s=0}-ban, akkor  {\displaystyle \sigma _{c}\leq 0} és {\displaystyle \sum a_{n}}. Ezzel két képlet adódik  {\displaystyle \sigma _{c}} számítására  {\displaystyle \sum a_{n}} konvergenciájától függően, amit különböző konvergenciakritériumok segítenek belátni. Ezek a Cauchy-Hadamard-tétel képleteihez hasonlóak:
Ha {\displaystyle \sum a_{k}} divergens, vagyis {\displaystyle \sigma _{c}\geq 0}, akkor {\displaystyle \sigma _{c}}-re:
{\displaystyle \sigma _{c}=\limsup _{n\to \infty }{\frac {\log |a_{1}+a_{2}+\cdots +a_{n}|}{\lambda _{n}}}.}
Ha {\displaystyle \sum a_{k}} konvergens, vagyis {\displaystyle \sigma _{c}\leq 0}, akkor {\displaystyle \sigma _{c}}-re:
{\displaystyle \sigma _{c}=\limsup _{n\to \infty }{\frac {\log |a_{n+1}+a_{n+2}+\cdots |}{\lambda _{n}}}.}

## Az abszolút konvergencia abszcisszája
Az abszolút konvergencia definíciója szerint egy {\displaystyle \sum _{n=1}^{\infty }a_{n}e^{-\lambda _{n}s},} Dirichlet-sor abszolút konvergens, ha
{\displaystyle \sum _{n=1}^{\infty }|a_{n}e^{-\lambda _{n}s}|,}
konvergens. Az abszolút konvergenciából következik a konvergencia, de ez fordítva már nem igaz.
Ha egy Dirichlet-sor abszolút konvergens  {\displaystyle s_{0}}-ban, akkor abszolút konvergens minden s -re, amire {\displaystyle {\text{Re}}(s)>{\text{Re}}(s_{0})}. Ha a sor csak a komplex számsík egy részén abszolút konvergens, akkor van olyan {\displaystyle \sigma _{a}}, hogy a sor abszolút konvergens minden {\displaystyle \sigma >\sigma _{a}}-ra, és a sor vagy nem konvergál, vagy feltételesen konvergál, ha {\displaystyle \sigma <\sigma _{a}}. Ez a {\displaystyle \sigma _{a}} az abszolút konvergencia abszcisszája.
Ekvivalensen, az abszolút konvergencia abszcisszája definiálható, mint:
{\displaystyle \sigma _{a}=\inf\{\sigma \in \mathbb {R} :\sum _{n=1}^{\infty }a_{n}e^{-\lambda _{n}s}{\text{abszolút konvergens minden }}s{\text{-re, amire Re}}(s)>\sigma \}}.
Az abszolút konvergencia egyenese, illetve félsíkja a közönséges konvergenciához hasonlóan definiálható. A sor konvergenciájától függően {\displaystyle \sigma _{a}} kétféleképpen számolható:
Ha {\displaystyle \sum |a_{k}|} divergens, akkor {\displaystyle \sigma _{a}}-ra:
{\displaystyle \sigma _{a}=\limsup _{n\to \infty }{\frac {\log(|a_{1}|+|a_{2}|+\cdots +|a_{n}|)}{\lambda _{n}}}.}
Ha {\displaystyle \sum |a_{k}|} konvergens, akkor {\displaystyle \sigma _{a}}-ra:
{\displaystyle \sigma _{a}=\limsup _{n\to \infty }{\frac {\log(|a_{n+1}|+|a_{n+2}|+\cdots )}{\lambda _{n}}}.}
Általában az abszolút konvergencia abszcisszája nem egyezik meg a konvergencia abszcisszájával, ezért van egy sáv, amiben a sor feltételesen konvergens. A sáv szélessége:
{\displaystyle 0\leq \sigma _{a}-\sigma _{c}\leq L:=\limsup _{n\to \infty }{\frac {\log n}{\lambda _{n}}}.}
Ha a sáv szélessége 0, akkor
{\displaystyle \sigma _{c}=\sigma _{a}=\limsup _{n\to \infty }{\frac {\log |a_{n}|}{\lambda _{n}}}.}
Mindezek a képletek használhatók a közönséges Dirichlet-sorra is, a {\displaystyle \lambda _{n}=\log n} helyettesítéssel.

## Analitikus tulajdonság
Egy Dirichlet-sor által reprezentált függvény
{\displaystyle f(s)=\sum _{n=1}^{\infty }a_{n}e^{-\lambda _{n}s},}
analitikus a konvergencia félsíkján. Sőt, minden {\displaystyle k=1,2,3,...}-ra:
{\displaystyle f^{(k)}(s)=(-1)^{k}\sum _{n=1}^{\infty }a_{n}\lambda _{n}^{k}e^{-\lambda _{n}s}.}

## További általánosítások
A Dirichlet-sor tovább általánosítható többváltozós esetre, ahol {\displaystyle \lambda _{n}\in \mathbb {R} ^{k}}, k = 2, 3, 4,..., és komplex esetre, ahol  {\displaystyle \lambda _{n}\in \mathbb {C} ^{m}}, m = 1, 2, 3,...

## Fordítás
- Ez a szócikk részben vagy egészben  a   General Dirichlet series című angol Wikipédia-szócikk fordításán alapul.  Az eredeti cikk szerkesztőit annak laptörténete sorolja fel. Ez a jelzés csupán a megfogalmazás eredetét és a szerzői jogokat jelzi, nem szolgál a cikkben szereplő információk forrásmegjelöléseként.